# Euphorbia michaelii
Euphorbia michaelii är en törelväxtart som beskrevs av Mats Thulin. Euphorbia michaelii ingår i släktet törlar, och familjen törelväxter. Inga underarter finns listade i Catalogue of Life.